# Silver (álbum de Molly Nilsson)
Silver es el primer y único álbum de compilación de Molly Nilsson editado únicamente en casete en diciembre de 2010.

## Características
Editado en diciembre de 2010, Silver recopila canciones de sus primeros tres álbumes, These Things Take Time de 2008, Europa de 2009 y Follow the Light de 2010, además de incluir dos canciones inéditas de sus inicios, "Silver" y "When boys don't call". Se editó dos veces en tandas limitadas a 100 copias numeradas por Molly Nilsson. En la primera edición los casetes se grabaron con equipo que no estaba en el estado más óptimo, debido a esto los casetes tuvieron problemas de velocidad. La segunda edición de 2012 se registró con una máquina hallada en Reino Unido, que se encontraba en mejor estado.
La canción "Silver" fue reeditada el 29 de marzo de 2021 como lado B del sencillo que incluyó a "Hey moon", de These Things Take Time. "When boys don't call" no apareció en ningún otro álbum.

## Lista de canciones
Todas las canciones escritas y compuestas por Molly Nilsson. 
| Lado A |                                      |                        |          |  |
| N.º    | Título                               | Álbum                  | Duración |  |
| 1.     | «Silver»                             | Inédita                | 4:11     |  |
| 2.     | «When boys don't call»               | Inédita                | 2:10     |  |
| 3.     | «The Lonely»                         | These Things Take Time | 3:36     |  |
| 4.     | «8000 days»                          | These Things Take Time | 3:24     |  |
| 5.     | «We're never coming home»            | These Things Take Time | 3:47     |  |
| 6.     | «Won't somebody take me out tonight» | These Things Take Time | 4:42     |  |

| Lado B |                                             |                  |          |  |
| N.º    | Título                                      | Álbum            | Duración |  |
| 7.     | «Europa»                                    | Europa           | 4:30     |  |
| 8.     | «More certain than death»                   | Europa           | 3:44     |  |
| 9.     | «In the mood for a tattoo»                  | Europa           | 3:45     |  |
| 10.    | «Last forever»                              | Follow the Light | 2:57     |  |
| 11.    | «Truth»                                     | Follow the Light | 3:18     |  |
| 12.    | «A song they won't be playing on the radio» | Follow the Light | 4:24     |  |

## Créditos
- Molly Nilsson: sintetizadores, voz, composición, arreglos y producción.